# Vicente Vera y López
Vicente Vera y López (Salamanca, 15 de agosto de  1855-Madrid, 23 de abril de 1934) fue un químico, geógrafo, escritor, viajero y profesor español, miembro y secretario de la Real Sociedad Geográfica.

## Biografía
Nació en Salamanca el 15 de agosto de 1855. Doctor en Ciencias, fue catedrático del Instituto de San Isidro en Madrid, así como químico del Ayuntamiento de Madrid y director de la Estación Enotécnica de España en Londres.
Dirigió el periódico Los Vinos y Aceites y fue colaborador de El Día, La Ilustración Española, La España Moderna, Alma Española, La Lectura, ABC, El Imparcial y El Sol, entre otras publicaciones periódicas. Fue corresponsal de este periódico en la segunda guerra bóer (1900-1901) y en la guerra ruso-japonesa (1904). Firmó como «Doctor Hispanus».
En el campo social, fue secretario adjunto de la Real Sociedad Geográfica de España y vocal de la «Sección de Propaganda y Recursos» del primer consejo nacional de la asociación escultista Exploradores de España («boy scouts españoles»). También fundador de la Agrupación Socialista de Madrid.
Falleció el 23 de abril de 1934 en su domicilio madrileño de la calle de Atocha, 63.

## Obras
Fue autor de numerosas obras científicas. Traductor al castellano de la novela de H. G. Wells Los primeros hombres en la luna (1905), entre sus obras se encuentran publicaciones como: 
- Cartilla agrícola (1882)[6]
- Un viaje al Transvaal durante la guerra (1902)[7]
- Viajes y recuerdos (1915)[8]
- Amenidades científicas : (narraciones curiosas) (1914)[9]
- Cómo se viajaba en el siglo de Augusto [10]